# Production domestique
La production domestique comprend tout le travail à domicile (travail domestique) qui pourrait être accompli par autrui : ménage, entretien du linge, couture, jardinage, bricolage, éducation des enfants, soins aux animaux domestiques, soins à des parents, malades, handicapés ou personnes âgées, etc.
En comptabilité nationale, ce travail – non-rémunéré – correspond à la « production domestique » (on parle aussi d’« activités domestiques », et parfois « travail domestique », mais cette notion peut aussi désigner le travail rémunéré fait dans la sphère domestique) effectuée à l’intérieur des ménages.
Selon l'Institut national de la statistique et des études économiques (Insee) en 2012, les Français (notamment les Françaises) ont consacré, en 2010, en moyenne, trois heures par jour à des tâches domestiques (cuisine, ménage, courses et soins aux enfants, etc.), soit environ 60 milliards d'heures. Cette activité, si elle était valorisée au niveau du Salaire minimum interprofessionnel de croissance (Smic), équivaudrait au tiers de la richesse produite en France.

## Mesure du temps consacré aux tâches domestiques
Le paradoxe est que ces prestations mal connues participent pourtant de façon concrète et directe au bien-être de la population et n'apparaissent pas dans la mesure de la richesse nationale produite (PIB).
L'Insee s'est donc attaché à déterminer, comme le suggère le rapport de la Commission Stiglitz, la valeur de ce travail de service non rémunéré. Les principaux résultats sont :
Périmètre 1 : Si l'on s'en tient au « périmètre-cœur » des activités domestiques (cuisine, ménage, soins des enfants, entretien du linge, gestion familiale), chaque Français y consacre deux heures et sept minutes par jour, soit quinze heures par semaine ;
Périmètre 2 : Ce chiffre grimpe à trois heures par jour et vingt et une heures par semaine si l'on y ajoute les courses, le jardinage, le bricolage, et les jeux avec les enfants ;
Périmètre 3 : Si l'on considère également le fait de se déplacer en voiture ou de promener un animal, le total s'élève à quatre heures par jour.
Ainsi pour l'année 2010, selon le périmètre de définition retenu, ces activités représentent entre 42 et 77 milliards d'heures de travail domestique, soit davantage que les 38 milliards d'heures rémunérées sur la même période. Selon l'Insee : « Le temps de travail domestique est donc au minimum égal au temps de travail rémunéré ».
En valorisant ces volumes d'heures au niveau du Smic horaire (6,95 euros de l'heure au 1er janvier 2010), cela représente 292 milliards d'euros soit 15 % du PNB (si l'on s'en tient au cœur du travail domestique). Pour l'Insee, cela est équivalent à « l'ordre de grandeur de la part de la valeur ajoutée de l'industrie manufacturière en France (13 %) ».
Si l'on retient le périmètre 2, ce chiffre peut atteindre le tiers du PIB français.
Les valeurs données par l'Insee sont des moyennes. Les durées consacrées aux tâches domestiques sont éminemment variables selon l'âge et le sexe. Le fait de vivre en couple et le nombre d'enfants par ménage (les mères de famille en couple réalisent, en moyenne, 34 heures de travail domestique par semaine contre 17 pour les hommes). Le temps hebdomadaire moyen passé aux tâches domestiques par ces mères est comparable au temps moyen de travail rémunéré d'un homme dans la même situation (33 heures).

## Le travail domestique rémunéré
La convention no 189 de l'Organisation internationale du travail (OIT) définit le « travail domestique » effectué par un travailleur ou une travailleuse domestique au sein d'un ou plusieurs ménages dans le cadre d'une relation de travail. Le terme couvre un ensemble de tâches et services qui varient de pays à pays et selon l’âge, le sexe, l’origine ethnique et le statut migratoire des travailleurs concernés, ainsi que selon le contexte culturel et économique dans lequel ils travaillent.
La convention no 189 de l'OIT se fonde sur une caractéristique commune et distinctive : le fait que les travailleurs domestiques sont employés par des ménages privés tiers et qu’ils leur fournissent des services.

## La division sexuelle de la production domestique

### Le féminisme matérialiste et la prise en compte de la division sexuelle
La production domestique est réalisée dans le cadre d'une division sexuelle du travail domestique. Ce concept de division sexuelle du travail a été créé par Christine Delphy, sociologue française et militante féministe, dans un article publié en 1970 dans Partisans, article sur lequel se base son ouvrage paru en 1998, intitulé l'Ennemi principal.
Dans ce livre, Christine Delphy s'appuie sur la théorie marxiste de la domination dans les rapports de production économique. Elle fait apparaître ses limites dans la prise en compte de la domination dans les rapports sociaux de sexe, ce qui a donné naissance au courant du féminisme matérialiste, très influent dans le contexte français. Selon elle, le marxisme nie la domination patriarcale (la domination des hommes sur les femmes) en prenant uniquement en compte la domination capitaliste (la domination des « bourgeois » sur les « prolétaires »), confirmant, voire justifiant la place des femmes comme dominées. Cette situation de domination s'exprimerait principalement dans le foyer, où les femmes sont encouragées à rester pour permettre aux hommes de produire, dans les usines, de la valeur marchande. Le travail réalisé par les femmes au sein du foyer englobe l'ensemble des tâches ménagères (préparer le repas, s'occuper des enfants, entretenir le foyer), mais peut aller jusqu'à la production de biens artisanaux qui pourront être revendus ensuite, au bénéfice du foyer. Ce travail n'est alors pas rémunéré ni pris en compte dans le marché des biens et services. Christine Delphy pointe par ailleurs un paradoxe: ces travaux sont porteurs d'une valeur marchande à partir du moment où ils sont réalisés par les femmes en dehors de leur foyer. C'est l'exemple des domestiques des familles bourgeoises ou les femmes de ménage plus largement.
C'est en partie grâce à ses travaux que la notion de travail a été appliqué plus largement dans les statistiques et les études économiques, en englobant à la fois les activités rémunérées et non rémunérées.

### La division sexuelle de la production domestique en chiffres
Par l'existence de rapports sociaux de sexe, les hommes et les femmes, dans un couple hétérosexuel, ne consacrent pas le même temps aux tâches ménagères. Selon les chiffres de l'Insee parus en 2012, une mère vivant en couple consacre 28 heures hebdomadaires aux tâches ménagères restreintes (cuisine, ménage, repassage, soin des enfants) contre 10 heures hebdomadaires pour les pères en couple. On remarque aussi que les temps domestiques des hommes diminuent avec le nombre d'enfants, quand celui des femmes augmente. Elles portent davantage la charge des enfants (l'éducation, mais aussi combler les besoins fondamentaux de l'enfant). De plus, une étude publiée en 2015 par l'Insee s'attache à montrer les évolutions dans les comportements depuis les années 1970. Elle montre que les femmes passent de moins en moins de temps à s'occuper du foyer, sans que cela se traduise par une augmentation de ce temps domestique pour les hommes dans les mêmes proportions. Bien que le temps parental (toutes les activités liées aux enfants) a augmenté pour les deux sexes, un déséquilibre existe toujours au détriment des femmes, qui consacraient près d'1 h 30 par jour aux enfants, quand les hommes y consacraient seulement 40 minutes en 2010.

### Charge mentale et engagement dans la production domestique
Au-delà des chiffres de répartition par genre de la production domestique, les femmes portent davantage ce qu'on appelle la charge mentale, illustrée et largement diffusée, en mai 2017, par la dessinatrice Emma. Cette idée illustre la charge matérielle des tâches (lancer une lessive, faire la vaisselle, préparer le dîner), à laquelle s'ajoute le fait de tout organiser, prévoir et anticiper dans le foyer : préparer la liste de courses, prévoir le prochain rendez-vous chez le dentiste de l'enfant, voire du conjoint, réserver les vacances d'été, jusqu'à l'entretien des relations sociales du foyer par l'invitation de proches à manger. Selon Emma, la charge mentale se caractérise notamment par les expressions « Fallait demander » et « Qu'est-ce que je peux faire pour t'aider ? » lorsqu'il s'agit d'évoquer les tâches réalisées par les hommes, qui fournissent une aide à leur compagne, ignorant ainsi le fait que chaque membre du couple devrait théoriquement avoir la même responsabilité et la même prise d'initiative dans la tenue du foyer.
Titiou Lecoq, dans son ouvrage Libérées ! : le combat féministe se gagne devant le panier de linge sale, évoque une temporalité qui serait différente entre les hommes et les femmes au sujet des tâches ménagères. De manière générale, les femmes privilégieraient une prise en charge rapide des tâches ménagères (ne pas laisser trop de vaisselle ou trop de linge sale encombrer l'espace), quand les hommes agiraient à la dernière minute. Ainsi, les femmes seraient dans la prévention des tâches (agir avant que ça devienne trop important), quand les hommes seraient dans la gestion des problèmes (agir quand le problème est là et ne peut plus être évité). Selon Titiou Lecoq, l'exemple que représentent les parents peut conduire à une reproduction du schéma inégalitaire par les enfants.
Dans son livre Travail gratuit: la nouvelle exploitation?, Maud Simonet fait le lien entre travail gratuit et production domestique. Elle conscientise que l'analyse du travail domestique condense les réflexions sur le travail gratuit . La production domestique est donc un travail qui ne serait pas considéré comme tel, majoritairement réalisé par des femmes et, de plus, réalisé pour d'autres au nom de la nature, de l'amour ou du devoir maternel . Maud Simonet exprime qu'il y a 3 questions que les féministes se sont posées: trouver une unité de mesure au travail domestique, associer le type d'exploitation dont il relève et déterminer la place des rapports sociaux dans sa répartition et le sens qu'il prend pour les individus. Ces trois questions se rassemblent sur un point d'interrogation au niveau de la valeur du travail gratuit - l'enjeu de la valeur étant la visibilisation de ce travail.

## Le travail domestique des enfants
Dans la notion générale de « travail domestique des enfants » défini par l'OIT comme le travail domestique réalisé chez un tiers ou un employeur par des enfants (sous le seuil de l’âge minimum applicable), on distingue des « situations admissibles », et des « situations non-admissibles » (de formes non-dangereuses de travail à plein-temps jusqu'à des formes dangereuses et parfois des situations proches de l’esclavage.